# Geometria projetiva

Sistema projetivo.

Geometria projetiva ou projectiva, é o estudo das propriedades descritivas das figuras geométricas.
A Geometria Projetiva consolida-se a partir de uma publicação de Jean Victor Poncelet, intitulada Tratado das Propriedades Projetivas das Figuras no ano de 1822. Ampliando  
a linguagem da "Simples Geometria" aproximando-a da Geometria analítica e, sobretudo oferecendo meios próprios para demonstrar e fazer descobrir as propriedades de que gozam as figuras, quando se as considera de uma maneira abstrata e independente de qualquer grandeza absoluta e determinada.

## História
A necessidade da criação da Geometria Projetiva começa a se fazer presente no século XV, em face das dificuldades encontradas pelos artistas do Renascimento, que pretendiam dar aos seus quadros, uma aparência naturalista, tal qual a visão humana. Contudo até o século XVII os matemáticos não haviam se interessado por tais estudos ligados à perspectiva. Kepler compreendeu a importância do estudo unificado das cônicas e da conceituação de elementos infinitos, mas não se aprofundou em nenhum dos dois temas. 
Os processos empíricos se sucederam, até que no século XVII Girard Desargues mostrou que as retas paralelas e concorrentes são de mesma natureza. [nota 2]
Além disso, Desargues publicou um tratado original sobre seções cônicas, aproveitando ideias de projeção, mas esse trabalho foi ignorado pela maioria dos matemáticos da época, apesar de ter chamado a atenção de Fermat e Descartes. O que pode ter causado tal falta de interesse por esse trabalho foi a pequena tiragem, que rapidamente se esgotou e o estilo bastante difícil.
Um exemplar manuscrito foi encontrado por Michel Chasles no século XIX, quando foi devidamente valorizado. Blaise Pascal, discípulo de Desargues, compreendeu as teorias do mestre e também tentou inserir a projeção central na geometria, sem sucesso.
O início da Geometria projetiva vem com o tratado de Victor Poncelet, um antigo aluno da Escola Politécnica e discípulo de Gaspar Monge. A obra incentivou o chamado “grande período da história da geometria projetiva”, que abriu espaço a grandes matemáticos.
Os estudos de Desargues (precursor) e Poncelet (criador) levaram os geômetras a classificar a geometria em duas categorias: 
- 1. propriedades métricas, que intervêm nas medias das distâncias e dos ângulos
- 2. propriedades descritivas, que tratam das relações e posições dos elementos geométricos entre si.

Para exemplificar, tem-se a propriedade métrica no teorema de Pitágoras e a propriedade descritiva no teorema de Blaise Pascal.
| “ | A Projetiva criou uma grande área na geometria, única e elegantemente desenvolvida, cujos postulados transcendem os limites do espaço euclidiano. | ” |